# Tengo que marchar
Tengo que marchar es un disco póstumo editado bajo el nombre de Triana en 1986 por el sello CAIMAN.
El álbum recoge pistas de voz grabadas por Jesús de la Rosa a mediados de los años 70, a las cuales Tele y Eduardo Rodríguez Rodway agregaron instrumentación en un estudio en 1985, acompañados por otros músicos.
Este material fue reeditado más tarde en CD como Jesús de la Rosa. Canciones inéditas y Rock de la calle Feria.

## Lista de canciones

### Lado A
1. Rock de la calle Feria.
2. Pájaro de alas blancas.
3. Una esquina cualquiera.
4. Jueves por la mañana.

### Lado B
1. Una noche clara.
2. From the Other Side.
3. Ser feliz.
4. Tengo que marchar.

## Personal
- Jesús de la Rosa Luque - voz.
- Eduardo Rodríguez Rodway - guitarra española.
- Juan José Palacios Tele - percusión.
- Foky - bajo eléctrico.
- Luis Cobo "Manglis" - guitarra eléctrica y producción.
- David Watterstone - armónica.
- Manuel Marinelli - teclados.